# Zweedse parlementsverkiezingen 1968
Hieronder de uitslag van de Zweedse parlementsverkiezingen (Andrakamervalet) gehouden op 15 september 1968. De Socialdemokraterna halen in 1968 zowel een meerderheid in zetels als in stemmen. De Centerpartiet wordt de grootste oppositiepartij, een positie die ze overneemt van de liberale Folkpartiet.

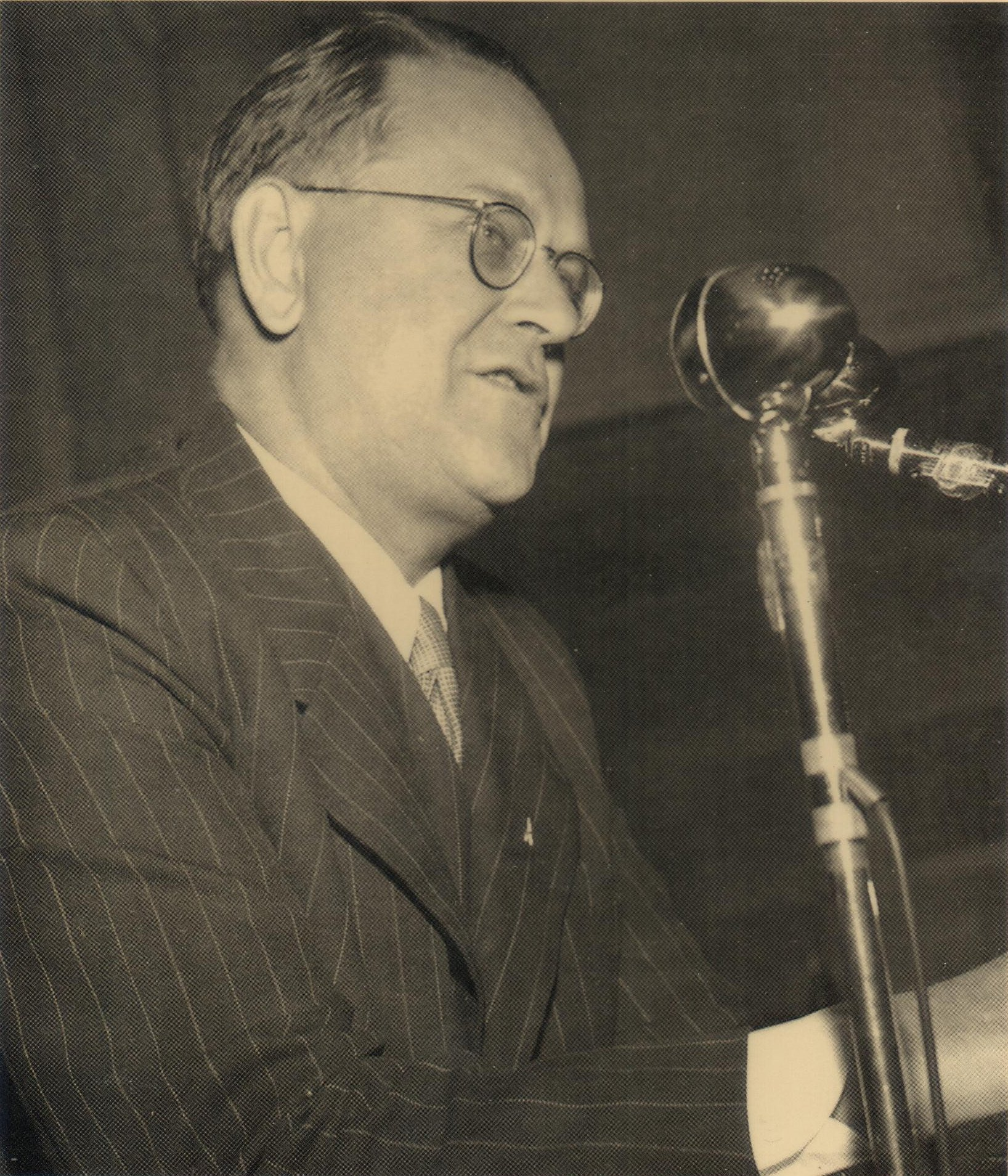
Tage Erlander
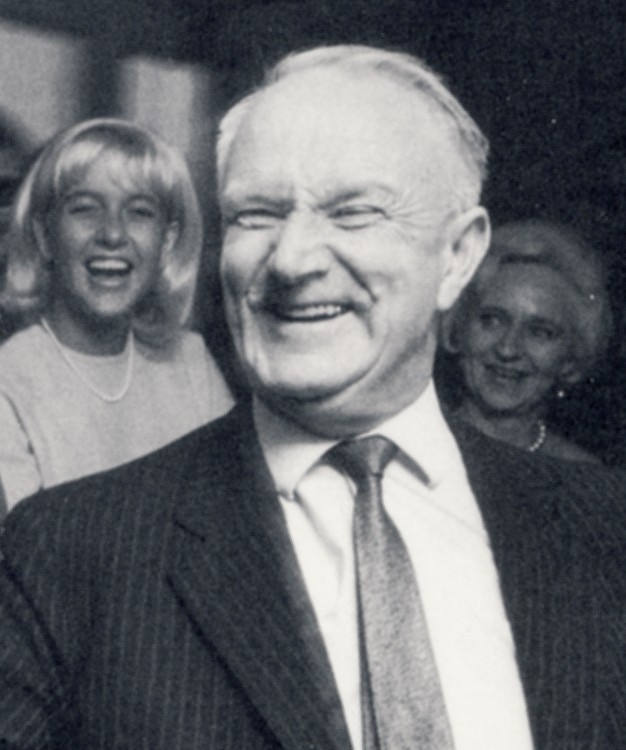
Gunnar Hedlund
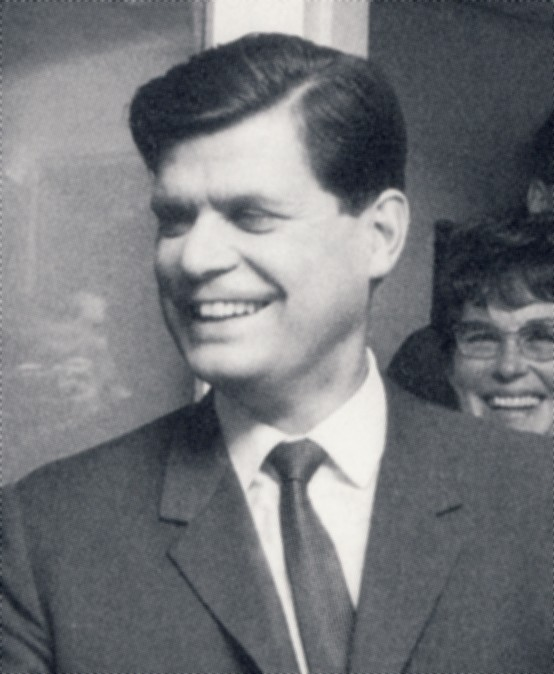
Yngve Holmberg
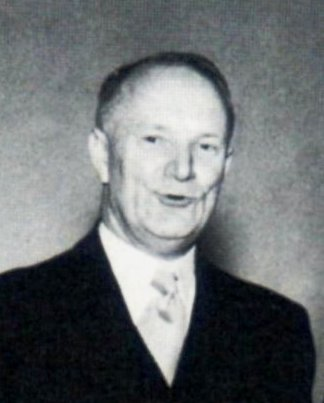
Gunnar Hedlund

| Partij                             | Partijleider           | Stemmen   | %       | ± %       | Zetels | ± Zetels |
| ---------------------------------- | ---------------------- | --------- | ------- | --------- | ------ | -------- |
| Socialdemokraterna (S)             | Tage Erlander          | 2 420 242 | 50,10   | ▲ 2,80    | 125    | ▲ 12     |
| Centerpartiet (C)                  | Gunnar Hedlund         | 779 818   | 15,70   | ▲ 2,50    | 39     | ▲ 2      |
| Folkpartiet (FP)                   | Sven Wedén             | 724 859   | 14,30   | ▼ 2,70    | 34     | ▼ 9      |
| Högerpartiet (H)                   | Yngve Holmberg         | 670 532   | 12,90   | ▼ 0,80    | 32     | ▼ 1      |
| Sveriges Kommunistiska Parti (SKP) | Carl Henrik Hermansson | 145 172   | 3,00    | ▼2,20     | 3      | ▼ 5      |
| Kristen Demokratisk Samling (KDS)  | Birger Ekstedt         | 72 411    | 1,50    | ▼ 0,30    | 0      | —        |
| Overig                             | —                      | 17 276    | 0,36    | —         | 0      | —        |
| Geldige stemmen                    | —                      | 4 829 296 | 100     | —         | —      | —        |
| Totaal                             | Totaal                 | 4 861 901 | (89,30) | ▲ (6,00 ) | 233    | —        |

- Tage Erlander
- Gunnar Hedlund
- Yngve Holmberg
- Gunnar Hedlund

1911 · 1914 · 1917 · 1920 · 1921 · 1924 · 1928 · 1932 · 1936 · 1940 · 1944 · 1948 · 1952 · 1956 · 1958 · 1960 · 1964 · 1968 · 1970 · 1973 · 1976 · 1979 · 1982 · 1985 · 1988 · 1991 · 1994 · 1998 · 2002 · 2006 · 2010 · 2014 · 2018 · 2022